# سینی پراموج
سینی پراموج (تایلندی: หม่อมราชวงศ์เสนีย์ ปราโมช؛ زادهٔ ۲۶ مه ۱۹۰۵ – درگذشته ۲۸ ژوئیه ۱۹۹۷) یک سیاست‌مدار اهل تایلند بود. وی در سه دوره در سال‌های ۱۹۴۵–۱۹۴۶، ۱۹۷۵ و ۱۹۷۶ نخست‌وزیر این کشور بود.